# Bombyx incomposita
Bombyx incomposita är en fjärilsart som beskrevs av Van Eecke 1929. Bombyx incomposita ingår i släktet Bombyx och familjen silkesspinnare. Inga underarter finns listade i Catalogue of Life.